# Kweldergras-orde
De kweldergras-orde (Glauco-Puccinellietalia) is een orde uit de zeeaster-klasse (Asteretea tripolii). De orde omvat plantengemeenschappen van zilte tot brakke gronden in estuaria.

## Naamgeving en codering
| Glauco-Puccinellietalia maritimae |

- Duits: Atlantische Salzwiesen
- Syntaxoncode voor Nederland (rVvN): r27A

De wetenschappelijke naam Glauco-Puccinellietalia is afgeleid van de botanische namen van twee veel voorkomende soorten binnen de orde, melkkruid (Glaux maritima) en gewoon kweldergras (Puccinellia maritima).

## Kenmerken

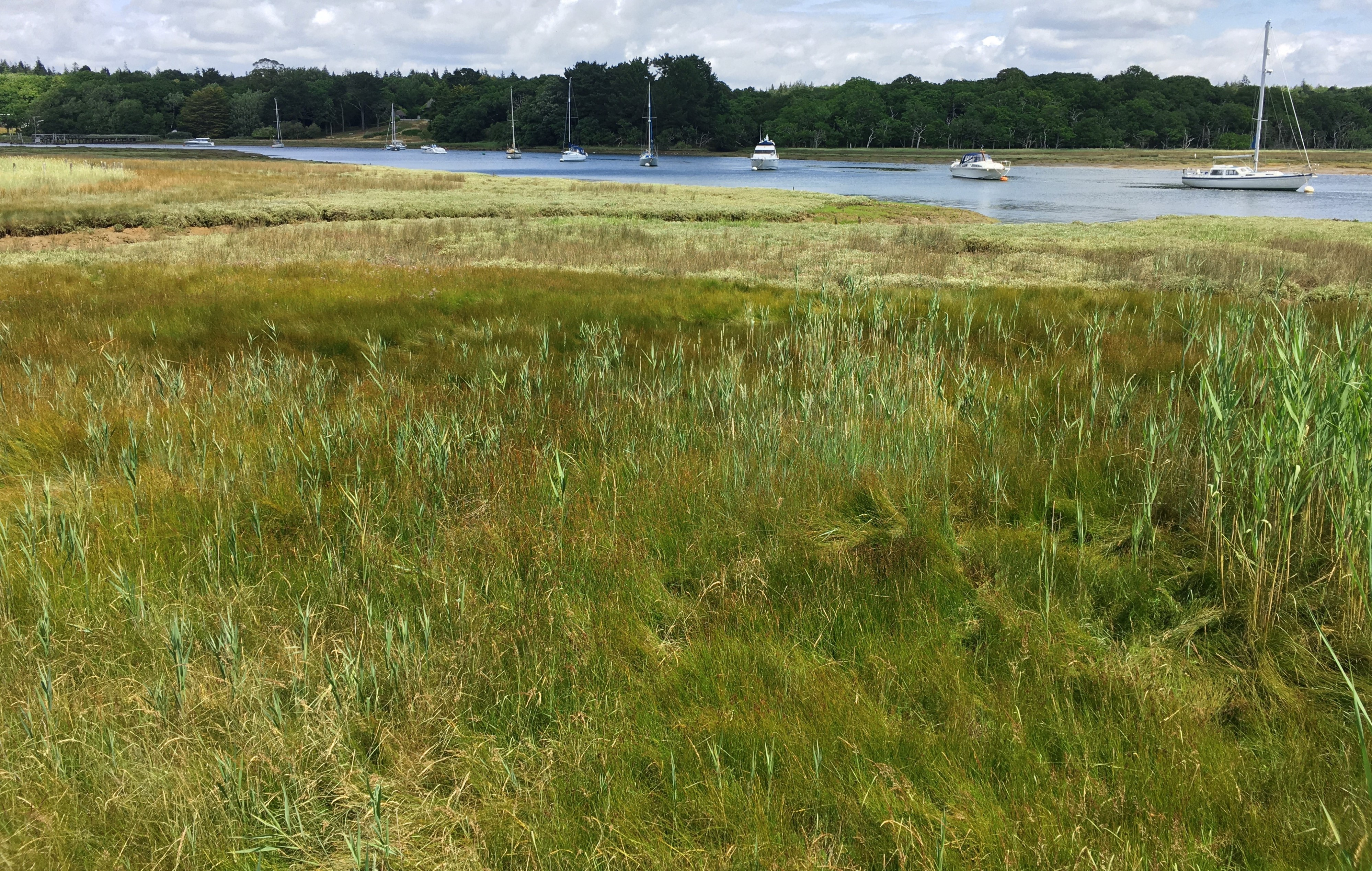
De associatie van zilte rus, met op de achtergrond de zoutmelde-associatie.

Voor de kenmerken van deze kweldergras-orde, zie de zeeaster-klasse.

## Onderliggende syntaxa in Nederland en Vlaanderen
De kweldergras-orde wordt in Nederland en Vlaanderen rijk vertegenwoordigd door een drietal verbonden met in totaal 14 associaties.
- - verbond van gewoon kweldergras (Puccinellion maritimae)
    - associatie van gewoon kweldergras (Puccinellietum maritimae)
    - associatie van lamsoor en zeeweegbree (Plantagini-Limonietum)
    - zoutmelde-associatie (Halimionetum portulacoides)

  - verbond van stomp kweldergras (Puccinellio-Spergularion salinae)
    - associatie van stomp kweldergras (Puccinellietum distantis)
    - associatie van blauw kweldergras (Puccinellietum fasciculatae)
    - associatie van bleek kweldergras (Puccinellietum capillaris)
    - zeegerst-associatie (Parapholido strigosae-Hordeetum marini)

  - verbond van Engels gras (Armerion maritimae)
    - associatie van zilte rus (Juncetum gerardii)
    - associatie van Engels gras en rood zwenkgras (Armerio-Festucetum littoralis)
    - kwelderzegge-associatie (Junco-Caricetum extensae)
    - associatie van rode bies (Blysmetum rufi)
    - zeealsem-associatie (Artemisietum maritimae)
    - zeekweek-associatie (Atriplici-Elytrigietum pungentis)
    - associatie van zeerus en zilt torkruid (Oenantho lachenalii-Juncetum maritimi)

## Diagnostische taxa voor Nederland en Vlaanderen
De kweldergras-orde heeft voor Nederland en Vlaanderen geen specifieke kensoorten.

## Fotogalerij

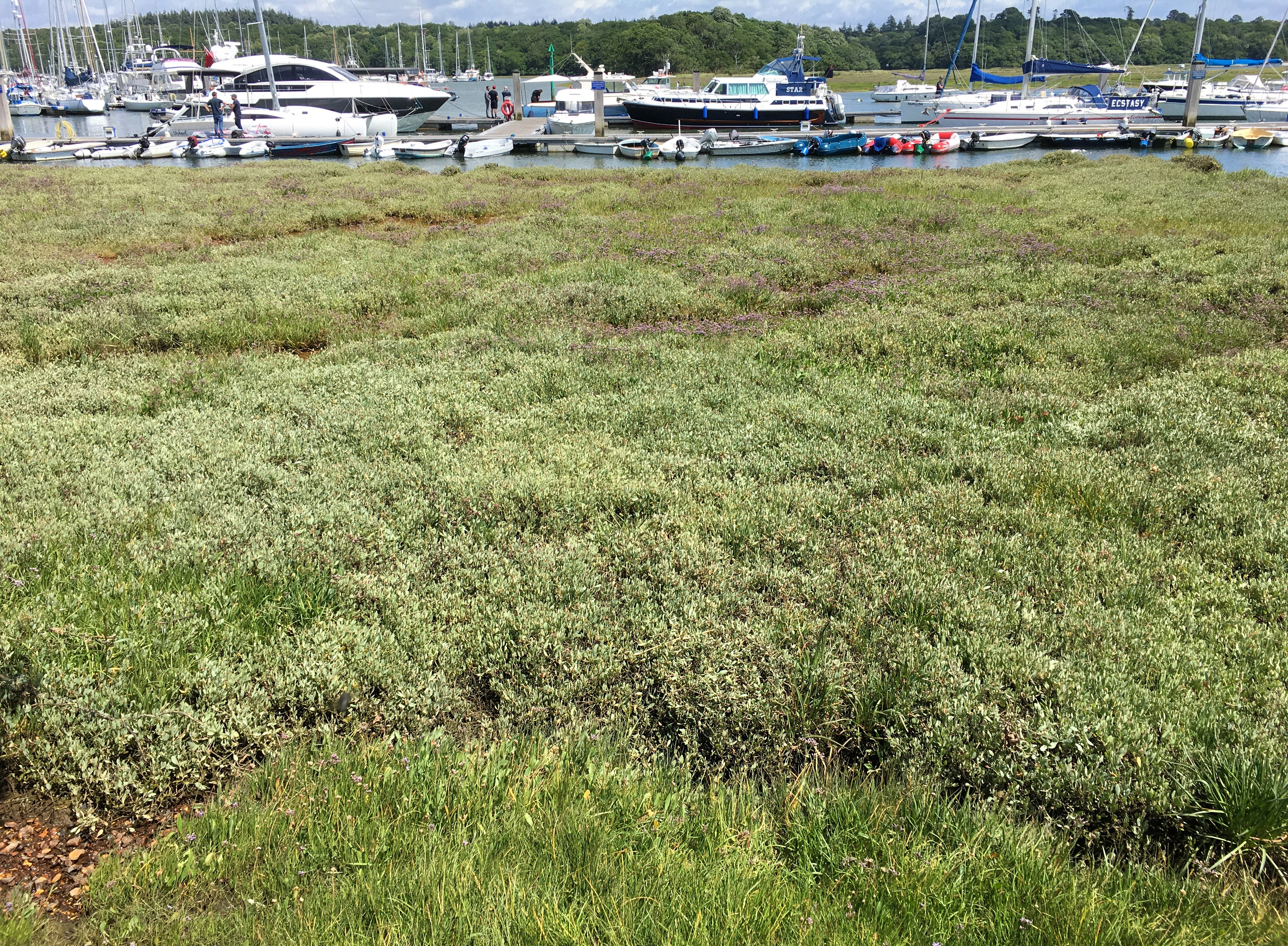
De zoutmelde-associatie.